# ۵۰۰ پیکسل
۵۰۰px یک وبگاه اشتراک‌گذاری تصویر و جامعهٔ آنلاین است که اولگ گوتسول (Oleg Gutsol) و ایوجنی تچ‌بترو (EvgenyTchebotarev) در ۳۱ اکتبر ۲۰۰۹ در تورنتوی کانادا آن را بنا نهادند و در همین سال یک‌هزار کاربر داشت، اما در ژوئن سال ۲۰۱۱ تعداد کاربران این وبگاه به بیش‌از ۸۵٬۰۰۰ نفر گسترش یافت. و در ماه اکتبر ۲۰۱۱ ، کاربران سایت به سه میلیون رسیدند. 
تعداد اعضای این وبگاه در سپتامبر ۲۰۱۸ ، ۱۵ میلیون نفر بوده‌است.
اعضای جدید در این وبگاه امکان استفاده از برخی امکانات سفارشی‌شده را دارند، اما توانایی محدودی در بارگذاری عکس دارند (هفته‌ای ۲۰ عدد) اما این محدودیت با پرداخت حق عضویت، برداشته می‌شود.
این استارتاپ در سال ۲۰۱۵ توانست ۱۳ میلیون دلار اعتبار جذب کند که این سرمایه‌گذاری موجب رشد بیشتر ۵۰۰ پی‌اکس شد.

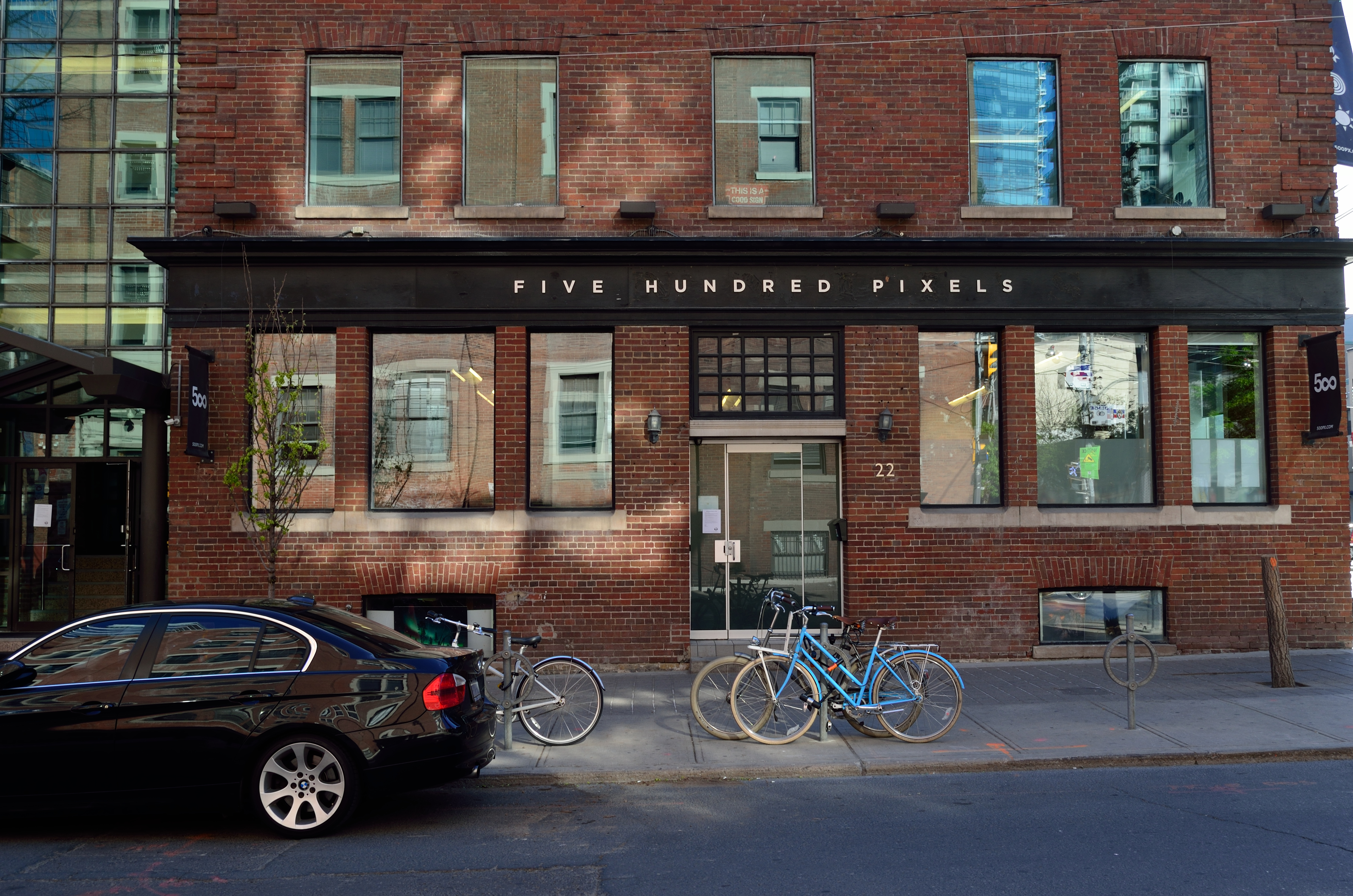
دفتر مرکزی ۵۰۰ پیکسل در تورنتو